# Ніколай Стокгольм
Ніколай Стокгольм (дан. Nicolai Stokholm, нар. 1 квітня 1976, Регструп, о. Зеландія) — колишній данський футболіст, півзахисник, відомий своїми виступами за  клуб «Нордшелланд».
Також грав у складах таких команд, як «Академіск», «Оденсе», та національна збірна Данії.

## Клубна кар'єра
У дорослому футболі дебютував 1996 року виступами за «Хольбек», в якому провів три сезони, взявши участь у 28 матчах чемпіонату.
Своєю грою за цю команду привернув увагу представників тренерського штабу клубу «Академіск», до складу якого приєднався 1998 року. Відіграв за команду з Копенгагена наступні п'ять сезонів своєї ігрової кар'єри. Більшість часу, проведеного у складі «Академіска», був основним гравцем команди.
2003 року уклав контракт з клубом «Оденсе», у складі якого провів наступні чотири роки своєї кар'єри гравця. Граючи у складі «Оденсе» також здебільшого виходив на поле в основному складі команди.
З 2006 року два сезони захищав кольори норвезького клубу «Вікінг». Тренерським штабом нового клубу також розглядався як гравець «основи».
До складу клубу «Нордшелланд» приєднався на початку 2009 року. Всього встиг відіграти за команду з Фарума 102 матчі в національному чемпіонаті, після чого завершив кар'єру.

## Виступи за збірну
1 березня 2006 року дебютував в офіційних матчах у складі національної збірної Данії в товариському матчі проти збірної Ізраїлю (2-0). Всього провів у формі головної команди країни 8 матчів.

## Досягнення
- Чемпіонат Данії
  - Чемпіон (1): 2011-12
- Кубок Данії:
  - Володар кубка (3): 1998–99, 2009–10, 2010-11
- Суперкубок Данії:
  - Володар кубка (3): 1999